# Hermadion africanus
Hermadion africanus är en ringmaskart som beskrevs av Hartman 1974. Hermadion africanus ingår i släktet Hermadion och familjen Polynoidae. Inga underarter finns listade i Catalogue of Life.